# Richard Vernon (dyplomata)
Richard Vernon, 3. baron Hodnet (ur. 22 czerwca 1678, zm. 1 października 1725) – brytyjski dyplomata, sir, ostatni baronet Hodnet.
Jego ojcem był sir Thomas Vernon, 2. baron Hodnet (zm. 1682), a dziadkiem Henry Vernon, 1. baron Hodnet (1605–1676), rojalista-kawaler w czasach wojny domowej.
Odebrał staranne wykształcenie w Christ College w Oksfordzie. Nigdy się nie ożenił i zmarł bezpotomnie.
Był posłem brytyjskim w Polsce. W 1718 omal nie doszło do konfliktu dyplomatycznego między Wielką Brytanią a Polską i Saksonią z tego powodu, że Vernon nie otrzymał zwyczajowego podarku w postaci pewnej (sporej, np. Siergiej Dołgoruki w 1722 dostał 4000 talarów) sumy pieniędzy lub choćby saskiej porcelany, bardzo wysoko wówczas cenionej. Vernonowi odmówiono tego, ponieważ były istotne przesłanki za tym, że intrygował przeciw Augustowi II Mocnemu.